# Вятка (команда КВН)
«Вятка» — команда КВН, представляющая Кировскую область, вице-чемпион Премьер-лиги сезона 2010 и чемпион Высшей лиги сезона 2018, выделяющаяся из остальных команд спецификой своего стиля («армия тьмы»).

## Состав команды
- Дмитрий Бушуев — актёр, фронтмен, капитан, автор, учредитель, также известный как Командор Армии Тьмы
- Константин Ворон (Ворончихин) — автор, учредитель
- Артём Гагара — актёр, Генерал Секс (2010), Генерал Алкоголь (2011—2012, 2018)
- Андрей Кропотов — актёр (2010, 2018), Генерал Алкоголь (2010)
- Артур Фечищев — актёр, автор, Генерал Жадность
- Денис Остапчук — актёр, Генерал Лень (2011)
- Никита Трунов — актёр (2010), автор, Генерал Секс (2011)
- Александр Крутиков — актёр, автор (2010), Генерал Лень (2010)
- Павел Медведев — актёр, автор
- Родион Коков — актёр, автор, Генерал Секс (2012)
- Руслан Шишкин — актёр, автор, Генерал Жадность (2012)
- Анна Котова — актриса, автор, Генерал Глупость (2012)
- Дмитрий Шипатов — актёр, автор, Генерал Лень
- Илья Захарченко — актёр (2011)
- Алексей Кощеев — актёр (2011)

## История
Команда была создана в 2010 году. До «Вятки» несколько представителей команды (Дмитрий Бушуев, Артём Гагара, Андрей Кропотов, а также автор Константин Ворончихин) играли в Премьер-лиге за команды «Вятка-Автомат» (сезоны 2003—2005) и «Сборная Ульяновской области» (сезон 2008); в сезоне 2009 Дмитрий Бушуев играл за команду «25-я».
Хотя первое выступление «Вятки» состоялось на фестивале КВН в Сочи в начале 2010-го, своё нынешнее название команда обрела немного позже. По итогам сочинского фестиваля команда была приглашена играть в Премьер-Лиге. В финале сезона 2010 команда заняла второе место и стала вице-чемпионом Премьер-лиги. Теледебют «Вятки» на Первом канале состоялся 27 июня 2010 года.
По итогам сочинского фестиваля 2011 года «Вятка» попала в состав Высшей лиги КВН.
В первой 1/8 сезона Высшей Лиги 2011 года «Вятка» заняла 3-е место. В 1/4 финала — 2 место, в полуфинале заняла последнее место и не прошла в финал.
В 2012 году команду покинул её автор и создатель Константин Ворончихин, но, несмотря на это, в 1/8 финала «Вятка» заняла 2 место, уступив Сборной Камызякского края, а в 1/4 финала победила, набрав одинаковое количество очков с командой «ГородЪ ПятигорскЪ». Полуфинальную стадию «Вятка» преодолеть не смогла.
В 2013 по результатам фестиваля в Сочи команда не принимала участие в сезонных играх. Команда не выступала в Высшей лиге КВН с 2013 по 2017 годы. В 2018 году, по итогам фестиваля в Сочи, команда вернулась в Высшую Лигу. «Вятка» уверенно дошла до полуфинала, но заняла в нём третье место, уступив командам «Борцы» и «Раисы». Тем не менее команда выиграла третий полуфинал (в рамках Кубка мэра Москвы) и прошла в финал вместе с командой «Русская дорога» из Армавира. В финале «Вятка», набрав больше всех баллов, совместно с командой «Раисы» заняла первое место.

## Достижения
| Лига                    | Сезоны | Достижение | Место |
| ----------------------- | ------ | ---------- | ----- |
| Премьер-Лига КВН        | 2010   | Финал      | 2     |
| Высшая лига КВН         | 2018   | Чемпион    | 1     |
| Встреча Выпускников КВН | 2021   | Победитель | 1     |

## ПостКВН
Дмитрий Бушуев — актёр юмористического шоу «Между нами шоу» на телеканале СТС в 2021 году. Также периодически участвовал в других юмористических шоу.

## Стиль команды
Стиль «Вятки» вдохновлён эстетикой комиксов и научно-фантастических фильмов, в первую очередь «Звёздными войнами». Участники команды, одетые в футуристические костюмы, выступают в образах Командора и Генералов Тёмной Армии — Секса, Алкоголя, Жадности и Лени, стремящейся захватить мир. Образ Командора явно отсылает к Дарту Вейдеру, также его выступление часто сопровождается соответствующей музыкальной темой Джона Уильямса из саундтреков к киносаге — «Имперским маршем». Для команды характерен литературный, чёрный и немного абсурдный юмор.
С 2018 года концепт команды несколько изменился. Команда сделала упор на социальную составляющую юмора и в некотором роде сменила концепт. Теперь команда определяет свой стиль как «Тот самый КВН».
Девиз команды: «Кто захватит этот мир? Мы захватим этот мир!»